# Guardia repubblicana (Francia)

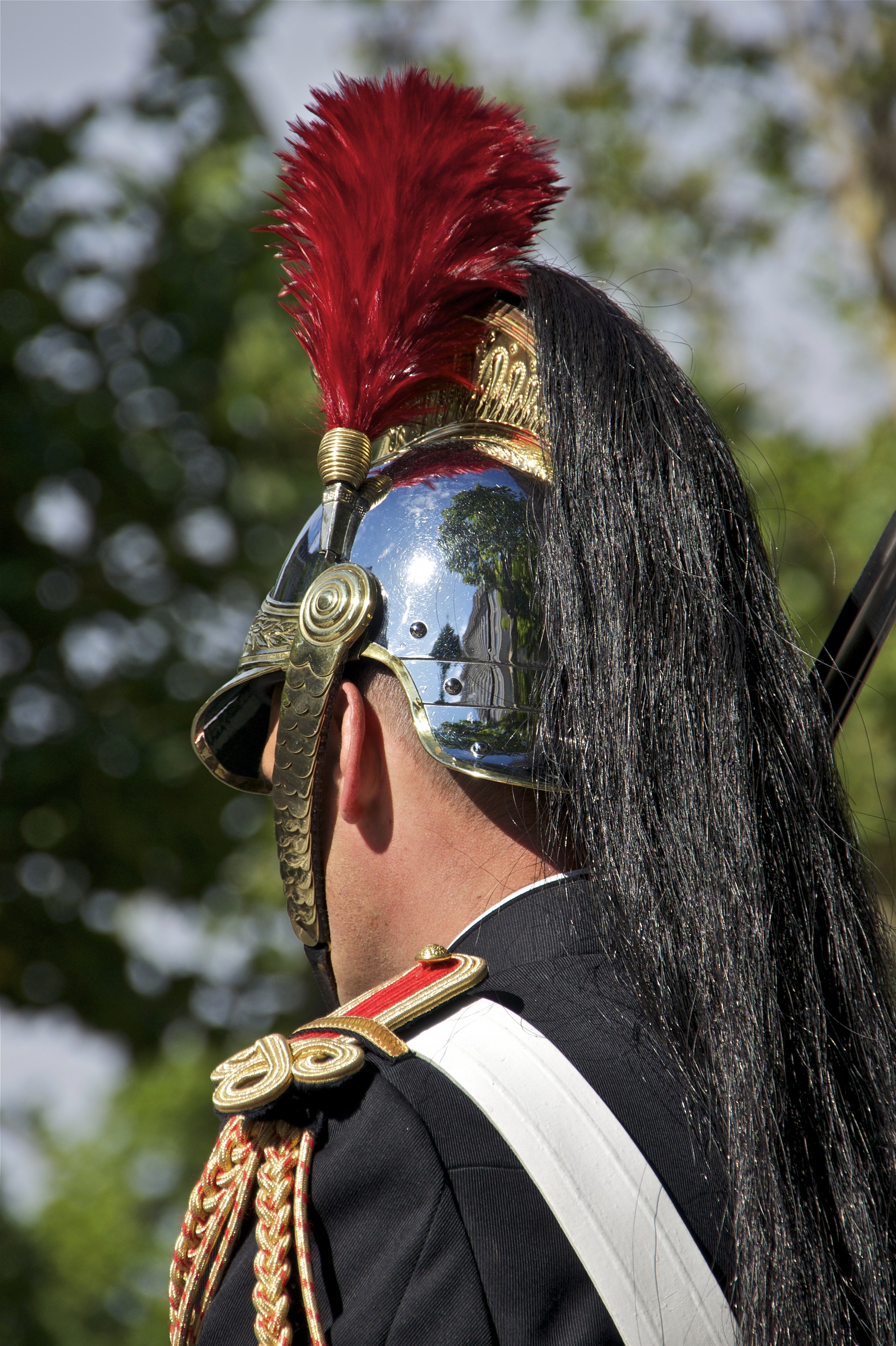
Un soldato a cavallo della Guardia repubblicana di Francia durante la parata organizzata per celebrare la festa nazionale nella ricorrenza della presa della Bastiglia.

La Guardia Repubblicana (Garde Républicaine de France) è un distaccamento della Gendarmerie nationale francese, incaricato delle missioni cerimoniali, di guardia e di guardia d'onore alle più alte autorità dello stato e delle istituzioni della Repubblica francese.
Corpo intrinsecamente legato alla città di Parigi, i componenti della guardia indossano sulla loro uniforme uno scudo con lo stemma della città. La guardia repubblicana era precedentemente nota (dal 1870) con il nome di "Guardia repubblicana di Parigi", assunse la denominazione attuale solo nel 1978.
Le sue funzioni sono:
- assicurare la guardia ai più importanti edifici istituzionali di Parigi. La guardia è presente all'Eliseo (residenza del Presidente della Repubblica francese), all'Hôtel Matignon (residenza del Primo ministro), al Palais du Luxembourg (sede del Senato), al Palais Bourbon (sede dell'Assemblea nazionale), al Palazzo di Giustizia di Parigi e nei principali ministeri. È la sola forza armata autorizzata ad entrare nei palazzi istituzionali.
- assicurare il protocollo militare dello Stato, rendendo onore e garantendo la sicurezza delle più alte personalità istituzionali di Francia e degli alti dignitari stranieri in visita ufficiale in Francia. È attiva nell'assicurare la sicurezza degli spostamenti del Presidente della Repubblica.
- collaborare con le altre forze dell'ordine (con gruppi di intervento o pattuglie a cavallo), per assicurare il mantenimento dell'ordine pubblico a Parigi.
- fornire servizio di pattuglia a cavallo nelle foreste della regione Île-de-France.
- assicura la sicurezza del trasporto della valigia diplomatica tra il Ministero degli Affari Esteri (MAE) e gli aeroporti (questa missione è svolta da guardie distaccate al MAE).
- assolve a funzioni culturali, assicurando il mantenimento di alcune tradizioni.

La sicurezza del Presidente francese è assicurata dal Groupe de sécurité de la présidence de la République (GSPR) un'unità mista polizia-gendarmeria che non fa parte della Guardia. La Guardia, comunque, fornisce tiratori scelti e plotoni di intervento per la sicurezza del Presidente.
Nel passato anche i singoli cittadini potevano, dietro pagamento, assicurarsi la presenza delle guardie repubblicane a cerimonie private, ma questa servizio è stato cessato per volontà del presidente Giscard d'Estaing. Anche il trasporto di organi per i trapianti (servizio assicurato, per alcuni anni, dallo squadrone motociclistico) non è più fornito dalla Guardia.
La Guardia repubblicana è composta da uno stato maggiore, da due reggimenti di fanteria e da un reggimento di cavalleria. Lo squadrone motociclisti è in forza al primo reggimento così come la fanfara. I membri dei suoi plotoni di intervento rinforzano regolarmente le forze di polizia e di gendarmeria in caso di missioni di mantenimento dell'ordine o trasferimenti particolari, ed in altre occasioni.